# مسمومیت با اکسیژن
مسمومیت با اکسیژن (به انگلیسی: Oxygen Toxicity) بیماری است که به علت قرار گرفتن بیش از حد در معرض اکسیژن با فشار نسبی بالا بروز می‌نماید.

## علت
اکسیژن گازی حیاتی و مورد نیاز بدن ما است، اما وجود بیش از حد آن نیز می‌تواند سمی، خطرناک و باعث (Oxygen Toxicity) مسمومیت اکسیژن گردد. معمولاً این زمانی اتفاق خواهد افتاد که در طول غواصی از میزان مجاز فشار نسبی اکسیژن ۱٫۴ تا ۱٫۶ در گاز تنفسی خود تجاوز نموده باشید. تنفس اکسیژن خالص می‌تواند باعث مسمومیت اکسیژن CNS در عمق ۴۰ متری و بیشتر می‌شود.

## انواع
دو نوع مسمومیت اکسیژن وجود دارد:
مسمومیت اکسیژن تنفسی، که موجب سوزش ریه (احساس خارش و سوزاندن) و سرفه می‌گردد.
مسمومیت اکسیژن سیستم عصبی مرکزی (CNS) که زمانی شروع می‌شود که فشار جزئی اکسیژن از ۱٫۴ ATA بیشتر است. علائم مسمومیت اکسیژن CNS شامل واکنش عضلانی (کشش، لرزش)، تهوع، تشنج و بیهوشی است. شما می‌توانید ازCNS با غواصی در عمق و محدوده فشار نسبی اکسیژن کم‌تر از ۱٫۴ ATA، اجتناب کنید.